# Patricio Rosende
Patricio Alfredo Rosende Lynch (5 de julio de 1963) es un abogado y político chileno. Exmilitante del Partido por la Democracia (PPD), fue subsecretario del Interior de Chile entre 2008 y 2010. Actualmente es Segundo Miembro Titular del Primer Tribunal Electoral de la Región Metropolitana.

## Biografía
Realizó sus estudios secundarios en el Liceo Manuel de Salas y el Internado Nacional Barros Arana.
A medidos de la década de 1980 ingresó a la carrera de administración pública pero luego de tres años y medio decide abandonarla para matricularse en la Universidad Diego Portales (UDP) donde realiza sus estudios de derecho.
Entre 2001 y 2002, se desempeñó como Fiscal Nacional de la Comisión Nacional de Riego.
Ha sido académico en las cátedras de Derecho del Trabajo y Derecho de Familia en la Universidad Católica Silva Henríquez, institución en la cual se desempeñó también como Secretario General entre 2011 y 2018.
Actualmente se desempeña como Segundo Miembro Titular del Primer Tribunal Electoral de la Región Metropolitana y forma parte del estudio jurídico IBS Abogados.

## Carrera política
Inició sus actividades políticas en su época de estudiante, como dirigente del Centro de Alumnos en la Escuela de Derecho de la UDP, para luego ser electo secretario General de la Federación de Estudiantes Universidad Diego Portales (FEDEP), siendo parte de la primera directiva estudiantil no vinculada a la Unión Demócrata Independiente (UDI).
En 1983 fue uno de los fundadores del movimiento político Derecha Republicana que reunía a personas que defendían el liberalismo económico y el conservadurismo valórico pero que eran opositoras a la dictadura de Augusto Pinochet. Con la legalización de los partidos políticos en 1988, el movimiento Derecha Republicana de Rosende es parte de los diferentes grupos liberales que reinscribirán el Partido Liberal, que luego dará paso al Partido Alianza de Centro (PAC), que representaba a la centroderecha dentro de la Concertación en el periodo de la transición a la democracia en Chile. Fue presidente de la Juventud del PAC entre 1989 y 1990, y secretario general de dicho partido entre 1992 y 1994.
En 1994 fue nombrado por el gobierno de Eduardo Frei como gobernador de la Provincia de Chacabuco, cargo en el que se mantiene hasta el año 2000, asumiendo como SEREMI del Trabajo de la Región Metropolitana. En 1998 formó parte de la reinscripción del Partido Liberal (PL).
En las elecciones parlamentarias de 2001 se presentó como candidato a diputado por el Distrito 16 (Pudahuel, Quilicura, Lampa, Colina y Tiltil) en un cupo del Partido Liberal dentro de la lista de la Concertación, pero solo obtuvo un 9,13 % de las preferencias electorales, perdiendo la elección. Además, el partido de Rosende obtuvo menos del 5 % de la votación nacional por lo que desaparece de los registros electorales y de la vida pública. Por ello, en 2002 ingresó al Partido por la Democracia (PPD), en donde milita en la actualidad.
En 2003 asumió como jefe de la División de Relaciones Políticas e Institucionales del Ministerio Secretaría General de la Presidencia, hasta 2008 cuando fue nombrado subsecretario del Interior por el gobierno de Michelle Bachelet en reemplazo de Felipe Harboe. En esa calidad, anunció el triunfo de Sebastián Piñera en la segunda vuelta de las elecciones presidenciales de 2010, y debió enfrentar el terremoto de febrero de ese año. El 9 de marzo de 2010 entregó el cargo a Rodrigo Ubilla.

## Controversias

### Rol en el terremoto de 2010
Al momento de ocurrir el terremoto y posterior tsunami el 27 de febrero de 2010, Patricio Rosende ostentaba el cargo de subsecretario del Interior. La participación que le correspondió asumir en las decisiones propias del evento fueron cuestionadas por el Ministerio Público de Chile, al punto en que el 10 de febrero de 2012, a casi dos años de la tragedia, la fiscal regional Solange Huerta decidió pedir una formalización de investigación penal sobre ocho personas —entre ellas Rosende y Carmen Fernández, directora de la ONEMI al momento del desastre— por la posible responsabilidad en la alerta fallida de maremoto que costó la vida a un centenar de personas.
Ambos fueron formalizados el 7 de mayo de 2012. El 16 de mayo de 2013 se rechazó el sobreseimiento de Rosende y Fernández por el caso. Finalmente, en abril de 2016, se dictó la suspensión condicional del procedimiento en contra de Rosende y Fernández.

## Historial electoral

### Elecciones parlamentarias de 2001
- Elecciones parlamentarias de 2001 a Diputado por el distrito 16 (Colina, Lampa, Tiltil, Pudahuel, y Quilicura)[18]

| Candidato                        | Pacto                          | Partido | Votos  | %     | Resultado |
| -------------------------------- | ------------------------------ | ------- | ------ | ----- | --------- |
| Patricio Melero Abaroa           | Alianza por Chile              | UDI     | 52 806 | 41,86 | Diputado  |
| Zarko Luksic Sandoval            | Concertación por la Democracia | PDC     | 38 762 | 30,73 | Diputado  |
| Julia Urquieta Olivares          | Partido Comunista              | PC      | 17 431 | 13,82 |           |
| Patricio Rosende Lynch           | Concertación por la Democracia | ILE     | 11 517 | 9,13  |           |
| Oscar Lira Valdés                | Alianza por Chile              | ILC     | 3516   | 2,79  |           |
| Víctor Enrique Flores Paillacheo | Partido Comunista              | PC      | 2121   | 1,68  |           |